# 胤栄

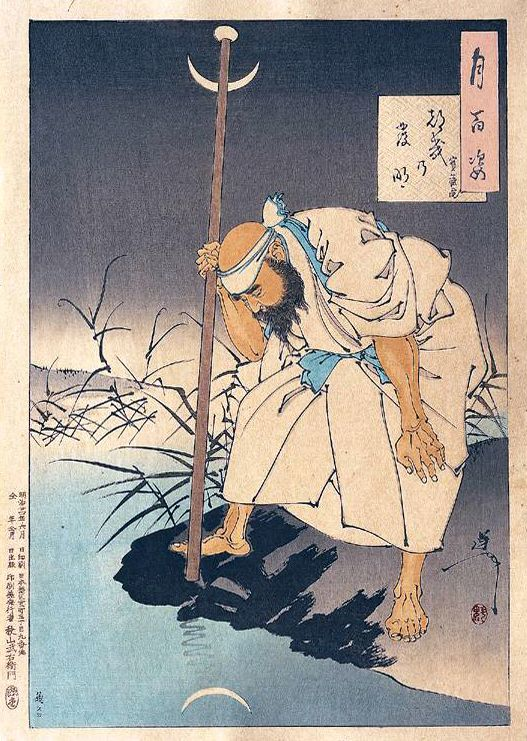
『つきの発明』（月岡芳年『月百姿』）胤栄は三日月形の槍を開発したという

胤栄（いんえい、大永元年〈1521年〉 - 慶長12年8月26日〈1607年10月16日〉）は、安土桃山時代の興福寺の僧、武術家。覚禅坊。奈良興福寺の子院・宝蔵院の院主。宝蔵院流槍術の祖。

## 生涯
興福寺衆徒・中御門胤永の次男として生まれ、宝蔵院へと入った。
若い頃より刀槍の術を好み、柳生宗厳とともに上泉信綱から剣（新陰流兵法）を、大膳大夫盛忠から槍を学び、大西木春見から香取神道流を学んだという。胤栄は柳生宗厳や穴沢浄見らとともに表15か条の形を作り、これを宝蔵院流槍術の基本とした。宝蔵院流は十文字鎌槍の利点を生かして多様な攻防を可能としており、当時としては画期的だったみられる。門弟に中村尚政、高田又兵衛、可児才蔵らがおり、中村尚政は後に将軍・徳川家光の前で三度にわたり技を披露した。
晩年は僧侶が武事を扱うことを本意ではないとして、後住と決めた胤舜に院中で武芸を習うことを禁じ、全ての武具を高弟である中村尚政に与えたという。慶長12年（1607年）8月26日、死去。享年87。